# Майкл Флаєр
Майкл Фла́єр (англ. Michael S. Flier) — американський мовознавець-славіст, професор катедри української філології ім. Олександра Потебні Гарвардського університету, голова відділу лінгвістики в Гарварді (1994–1999), директор Українського наукового інституту Гарвардського університету (до 2013). 
|                | Суржик — це правила утворення безладу. |
| — Майкл Флаєр, |                                        |

## Життєпис
Освіту здобував в Університеті Каліфорнії, 1962 отримав там освітньо-кваліфікаційний рівень бакалавра мистецтв, 1964 — магістра мистецтв, а 1968 здобув ступінь доктора філософії. 1994 став головою відділу лінгвістики Гарвардського університету, очолював відділ упродовж п'яти років.
У вересні 2010 року Майкл Флаєр, разом з іншими науковцям, виступив проти затримання історика Руслана Забілого.
У лютому 2013 року Флаєр був учасником симпозіуму «Мовна політика в сучасній Україні: Запровадження, вплив різних ідентичностей та ідеологій».

## Особисте життя
Флаєр є гомосексуалом. 10 серпня 2010 року він узяв шлюб з Девідом Трубладом, керівником відділу зв'язків з громадськістю в Бостонській фундації.